# Кревеніку
Кревеніку (рум. Crevenicu) — село у повіті Телеорман в Румунії. Входить до складу комуни Кревеніку.
Село розташоване на відстані 45 км на південний захід від Бухареста, 37 км на північний схід від Александрії, 141 км на схід від Крайови.

## Населення
За даними перепису населення 2002 року у селі проживали 1119 осіб, усі — румуни. Усі жителі села рідною мовою назвали румунську.